# Уорикшир
Уо́рикшир (англ. Warwickshire) — церемониальное графство в Великобритании.
Графство расположено в центральной части Англии, в регионе Западный Мидленд. Уорикшир граничит с графствами Уэст-Мидлендс, Стаффордшир, Лестершир, Нортгемптоншир, Вустершир, Оксфордшир и Глостершир. Столица графства — город Уорик, крупнейший город — Нанитон. Границы административной территории графства сильно отличаются от исторических.
Уорикшир известен как место рождения Уильяма Шекспира (город Стратфорд-на-Эйвоне). На знаках на въезде написано «Графство Шекспира». В графстве родились такие писатели, как Джордж Элиот, Руперт Брук, Майкл Дрейтон. Также Уорикшир известен замками Уорик и Кенилворт — главными достопримечательностями региона.

## История
Территория будущего Уорикшира была населена ещё в доисторические времена — об этом свидетельствуют найденные здесь могильные курганы, каменные орудия труда и топоры. Также в районе графства были найдены остатки двенадцати городищ, относящиеся к железному веку.
В первые десятилетия римской оккупации Британии, начавшейся в 43 году н. э., Уорикшир оказался приграничной областью римских территорий. Римлянами были построены дороги Уотлинг-стрит (Watling Street) и Фосс-Уэй (Fosse Way), через несколько лет последняя стала западной границей римской Британии. Весь Уорикшир был застроен военными укреплениями, со временем некоторые из них превратились в города. Крупнейшим римским городом в графстве был Олстер (римское название неизвестно). Другими важными населёнными пунктами были Трипонтиум (около Рагби) и Мандуесседум (Манчестер около Атерстона).
Археологические находки свидетельствуют, что в римский период здесь существовала развитая индустрия. Известно, что в районе города Мандуэсседума (Manduessedum) был хорошо развит гончарный промысел; на территории, доходившей до современного Нанитона, были обнаружены остатки тридцати печей для обжига керамики.
Некоторые историки считают, что именно в Уориккшире произошла последняя битва римлян и Боудикки (знаменитой кельтской воительницы) — сражение при Уотлинг-стрит, причём существует две гипотезы о том, где именно она произошла: неподалёку от крепости Мандуэсседум либо в городе Рагби.
После того как римляне в IV веке покинули Британию, освободившуюся территорию графства заселили англосаксонские племена. К VIII—IX векам Уорикшир стал частью королевства Мерсия.
В конце IX века Мерсия пришла в упадок, а в 874 году, согласно Ведморскому соглашению Альфреда Великого и датского короля Гутрума, значительные части этого королевства к востоку от Уорикшира были переданы викингам. Проходящая по северо-восточному краю графства дорога Уотлинг-стрит стала восточной границей с Данелагом, а с юга Уорикшир граничил с Уэссексом.
Из-за расположения на границе между двумя королевствами Уорикшир пришлось укреплять ввиду возможных набегов викингов. Эту задачу взяла на себя королева Этельфледа Мерсийская — дочь Альфреда Великого. Именно она начала строить Уорикский замок; также были построены укрепления против викингов в Тамуэрте (Тамуэртский замок, Tamworth Castle — в графстве Стаффордшир).
В течение XI века викинги и саксы периодически сражались друг с другом на территории графства. Из-за наличия крепости столица будущего Уорикшира — Уорик — вскоре стала процветающим торговым городом и могущественным центром Мерсийского королевства. В начале XI века Мерсию была поделена на административные округа, именно тогда появилось графство Уорикшир — земли, управляемые из Уорика.
Название Wæringscīr («Уэрингскир») впервые упоминается в 1001 году н. э. Происходит от англосаксонского названия города Уорик: Wæringwic — «деревня у плотины».
После норманнского нашествия 1066 года завоеватели продолжили строительство Уорикского замка и началось строительство Кенилвортского замка.
В средние века было основано большинство главных городов Уорикшира: Бирмингем, Бедуэрт, Нанитон, Рагби и Стратфорд-апон-Эйвон. Они развивались за счёт торговли.
В средневековье столицей графства был Ковентри, ставший важным центром торговли шерстью и текстилем и вообще одним из важнейших городов Англии.
В 1451 году Ковентри приобрёл статус города-графства и отсоединился от Уорикшира.
Во время английской революции XVII века в Уорикшире произошла битва при Эджхилле (1642).
В XVIII—XIX века Уорикшир был одним из самых передовых промышленных британских графств. Месторождения угля в северной части графства были одними из самых продуктивных во всей стране, и они значительно повысили промышленный рост Ковентри и Бирмингема. Примечательным исключением среди индустриальных городов Уорикшира оказался Лемингтон-Спа, выросший за XIX век до средних размеров за счёт модного в те времена лечения и отдыха на минеральных водах.
Уорикшир оказался в центре национальной системы каналов. Через графство проходили такие водные артерии, как Оксфордский и Ковентрийский каналы, канал Гранд-Юнион.
Через Уорикшир провели одну из первых междугородних железных дорог — от Лондона до Бирмингема. В течение XIX века графство покрылось густой железнодорожной сетью.
Также подверглись индустриализации такие города, как Нанитон, Бедуэрт и Рагби — причём последнему повезло с расположением на крупной железнодорожной развязке.
К концу XIX века Бирмингем и Ковентри превратились в крупные промышленные города, и потому пришлось изменить административные границы ещё раз. В 1889 году было создано административное графство Уорикшир, а Ковентри и Бирмингем выделены в качестве городов-графств, оставшихся в составе церемониального Уорикшира. Позднее отдельным городом-графством стал Солихалл, а с ростом Бирмингема церемониальные пределы Уорикшира распространились на часть Вустершира и Стаффордшира.
В 1974 оба города-графства полностью исчезли из состава Уорикшира, и присоединились к метропольному графству Уэст-Мидлендс. После этого форма Уорикшира изменилась: на карте осталось пустое место там, где ранее были Ковентри и Бирмингем.

## Административное деление
В состав графства входит 5 районов:
|  | 1. Норт-Уорикшир 2. Нанитон-энд-Бедворт 3. Рагби 4. Стратфорд-он-Эйвон 5. Уорик |

## Транспорт
Через Уорикшир тянутся несколько крупных автострад, включая М40 (Лондон — Бирмингем), М6, М1, М69. Также по графству проходят части автострад М45 и М42. Есть и большие шоссе — А45 (Рагби — Ковентри — Бирмингем), А46 и А452.
Через Уорикшир проходят две крупные железнодорожные ветки, одна из которых следует параллельно автостраде М40 Лондон-Бирмингем (Chiltern Main Line), а вторая пересекает графство и следует в северо-западный регион (West Coast Main Line). После индустриальной революции графство покрылось достаточно густой железнодорожной сетью, и только в одном крупном городе — Кенилворте — нет собственной станции.
Воздушное сообщение в Уорикшире осуществляется с помощью аэропорта Ковентри, расположенного в уорикширской деревне Бэгинтон.
Сеть каналов, оставшаяся Уорикширу в наследство от промышленной революции, в настоящее время используется для туристических водных прогулок — ежегодно более 800 узких прогулочных барж посещают только восстановленный рукав Солтисфордского канала (и там же швартуются). Река Эйвон судоходна от севера Стратфорда. В 1974 году Общество Эйвонского судоходства внесло предложение расширить открытую для судов зону до Уорика и Лемингтона, но в 2003 году публика с прохладой приняла эту идею, поэтому совет графства отклонил её. Однако Общество Стратфордских и Уорикских водных путей продолжает активно продвигать этот план.

## Образование
В графстве имеется 5 частных и 36 государственных школ, в том числе 3 классические школы. Университетов в графстве нет (Уорикский университет территориально расположен в Ковентри, что иногда приводит к путанице), зато есть 4 колледжа.

## Экономика
Крупнейшим сектором экономики графства является туризм (рекреационный, культурный и бизнес-туризм). Другой значительной частью экономики до последнего времени было производство автомобилей: в Райтоне расположен завод Peugeot Citroën.

## Спорт
Спорт в Уорикшире представлен как футболом, так и слегка «нетрадиционным», по зарубежным меркам, видом состязаний — крикетом (уорикширский клуб крикета играет в Эджбастоне), также в графстве действует местный комитет Ассоциации гаэльских игр (Gaelic Athletic Association), один из немногих за пределами Ирландии. Необходимо отметить город Рагби (Rugby), где, как считается, в 1823 году родился новый вид футбола — регби. В настоящее время в городе играют несколько полупрофессиональных команд.